# Kaiserslautern (huyện)
Kaiserslautern là một huyện (Kreis) ở phía nam của Rheinland-Pfalz, Đức. Neighboring districts are (from west clockwise) Kusel, Donnersbergkreis, Bad Dürkheim và Südwestpfalz. Thành phố Kaiserslautern bao quanh nhưng không thuộc huyện này.

## Lịch sử
Huyện Kaiserslautern được lập năm 1939. Địa giới huyện thay đổi trong các đợt cải cách hành chính các năm 1969 và 1972.

## Địa lý
Huyện có một số khu vực thuộc rừng Pfalz (Pfälzer Wald) ở phía đông và Bắc Palatine Hills (Nordpfälzer Bergland) ở phía tây, giữa chúng là vùng đất thấp.

## Thị xã và đô thị
| Verbandsgemeinden | Verbandsgemeinden | Verbandsgemeinden |
| --- | --- | --- |
| - 1. Bruchmühlbach-Miesau 1. Bruchmühlbach-Miesau1 2. Gerhardsbrunn 3. Lambsborn 4. Langwieden 5. Martinshöhe - 2. Enkenbach-Alsenborn 1. Enkenbach-Alsenborn1 2. Mehlingen 3. Neuhemsbach 4. Sembach - 3. Hochspeyer 1. Fischbach 2. Frankenstein 3. Hochspeyer1 4. Waldleiningen | - 4. Kaiserslautern-Süd [seat: Kaiserslautern] 1. Krickenbach 2. Linden 3. Queidersbach 4. Schopp 5. Stelzenberg 6. Trippstadt - 5. Landstuhl 1. Bann 2. Hauptstuhl 3. Kindsbach 4. Landstuhl1, 2 5. Mittelbrunn 6. Oberarnbach - 6. Otterbach 1. Frankelbach 2. Hirschhorn 3. Katzweiler 4. Mehlbach 5. Olsbrücken 6. Otterbach1 7. Sulzbachtal | - 7. Otterberg 1. Heiligenmoschel 2. Niederkirchen 3. Otterberg1, 2 4. Schallodenbach 5. Schneckenhausen - 8. Ramstein-Miesenbach 1. Hütschenhausen 2. Kottweiler-Schwanden 3. Niedermohr 4. Ramstein-Miesenbach1, 2 5. Steinwenden - 9. Weilerbach 1. Erzenhausen 2. Eulenbis 3. Kollweiler 4. Mackenbach 5. Reichenbach-Steegen 6. Rodenbach 7. Schwedelbach 8. Weilerbach1 |
| 1thủ phủ của Verbandsgemeinde; 2thị xã | | |